# بخش‌های دپارتمان اود
بخش‌های دپارتمان اود (انگلیسی: Arrondissements of the Aude department) شامل ۴ بخش به شرح زیر است:
1. بخش کارکسون با ۱۸۷ کمون (فرانسه) و جمعیت ۱۶۱ هزار نفر در سال ۲۰۱۳ می‌باشد.
2. بخش لیموو با ۱۴۰ کمون (فرانسه) و جمعیت ۴۴ هزار نفر در سال ۲۰۱۳ می‌باشد.
3. بخش نربن با ۱۰۹ کمون (فرانسه) و جمعیت ۱۵۸ هزار نفر در سال ۲۰۱۳ می‌باشد.